# Celdoni Fonoll

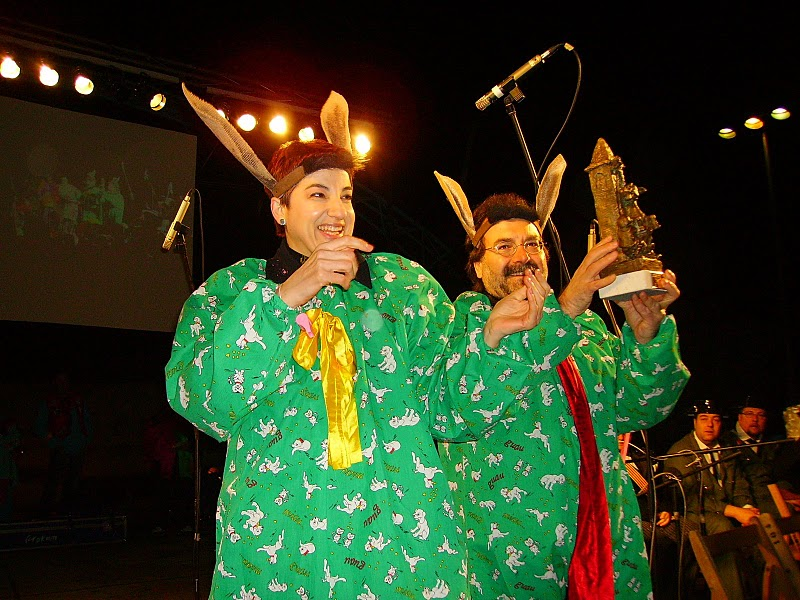
Celdoni Fonoll y Lloll Bertran en el Carnaval de Solsona

Celdoni Fonoll Casanoves (Calaf, Barcelona, 1944) es un cantante, rapsoda, poeta y músico español. 

## Biografía
Inicia en 1974 una tarea insólita dentro del mundo de la canción: decir, con fondo musical, poemas de los autores más diversos, y esparcir la poesía catalana por pueblos, villas y ciudades. Con su dicción perfecta comunica a la perfección la intención de los más diversos autores a un auditorio adulto o juvenil (durante muchos años, hace recitales dentro del ciclo «La Caixa en las escuelas» y pone en marcha diversas campañas: «La poesía en la calle», «La poesía en las Fiestas Mayores»...).
Después de muchas actuaciones con el dúo internacional de guitarras Dávalos-Cherubito (se presenta también con ellos en las «6 Horas de Canet»), en 1978 publica un primer álbum (He heretat l'esperança), básicamente recitado, con diecinueve poemas de Vicent Andrés Estellés, Miquel Martí i Pol, Pere Quart, Miquel Desclot, Joan Salvat-Papasseit, Salvador Espriu y el Rector de Vallfogona.
El segundo disco (Traginer de cançons) se edita en 1982, y encontramos un Celdoni Fonoll mucho más cantante con textos de autores como Josep Vicenç Foix, Joan Alcover, Miquel Desclot, Maria Mercè Marçal, Ausiàs March, Sagarra, Màrius Torres, Guerau de Liost, Joan Maragall, Miquel Martí i Pol, Joan Barceló y el trovador provenzal Raimbaud de Vacairàs.
En 1984, celebra su recital número 1000 con un espectáculo realizado en el marco de Expo-Cultura en el Palacio de Congresos de Montjuïc, y que fue grabado en vivo para un álbum doble (Recital 1000, 1984).
En 1985, el álbum Nit de foc reúne poemas, a menudo nacionalmente reivindicativos, de Miquel Desclot, Jacinto Verdaguer, Vicent Andrés Estellés, Josep Carner, Joan Salvat-Papasseit, Foix, Salvador Espriu, Miquel Martí i Pol, Rosa Leveroni, Joan Maragall, Maria Mercè Marçal....
El siguiente álbum de Celdoni Fonoll (Allá del tiempo, 1989) es, al mismo tiempo, el primero que edita también en CD.
En 1991, Celdoni Fonoll decide explotar las posibilidades de la sátira y publica uno de sus trabajos más logrados: Mercat de Calaf. En el álbum siguiente (Aigua secreta, 1992) encontramos poemas de Marià Manent, Amadeu Vidal, Guillermo de Poitiers, etc.
Posteriormente, publicará algunos libros de poesía erótica (trempant t'empaito -1993 -; Versos perversos -1995 -) y amorosa (Tocat de amor -1997 -; Amor de lluny -1998 -). Algunos de los poemas de Tocat d'amor serán la base de un nuevo disco (Cançons de l'amor que tinc, 1997).
En 1998 graba un nuevo CD (Por un petó).
Su pareja es Lloll Bertran, conocida cantante y actriz nacida en Igualada.